# Karl-Heinz Schwab
Karl-Heinz Schwab (22 de Fevereiro de 1920, Coburg - 17 de Janeiro de 2008, Erlangen) foi um jurista Alemão e professor emérito de direito civil e processo civil.

## Biografia
Após o serviço militar em 1947, passou em seu primeiro exame de ordem em Munique. Recebeu seu doutorado após um trabalho jurídico com Leo Rosenberg e, após passar em seu segundo exame de ordem em 1950, foi contratado como assessor no Serviço de Estado da Baviera. Sua tese Habilitação em 1953 lidou com a questão do litígio no processo civil.
Em seguida, Schwab aceitou uma nomeação como Professor da Universidade Friedrich-Alexander de Erlangen, onde ocupou a cadeira de direito civil, direito processual civil e de jurisdição voluntária; em 1956, ele foi reitor da faculdade de direito, e, no ano seguinte, reitor da universidade. Durante a década de 1960 Schwab recebeu propostas de Münster, o Colônia e Hamburgo, que ele recusou. Foi somente em 1970 que ele aceitou uma nomeação em Munique; já no ano seguinte, retornou após um novo convite para Erlangen, onde trabalhou até sua aposentadoria (em 1987) lecionando e pesquisado. Durante esse tempo, Schwab foi membro do Conselho Municipal de Erlangen e no Conselho de Rádio da Bavária. Há três livros comemorativos com os trabalhos de Schwab. Entre 1970 e 1972, foi presidente da Associação de Universidades Alemãs. Entre 1972 e 1990, foi membro do Sínodo da Igreja Evangélica Luterana da Baviera, sendo presidente de 1984 a 1990.

## Honras
- 1966: Ordem do Mérito da Baviera por grandes conquistas acadêmicas e na sociedade
- 1988: Título de Doctor Honoris Causa em Direito e Política pela faculdade de ciências da Universidade de Zurique
- 1991: Ordem do Mérito de Primeira Classe da República Federal da Alemanha

Além disso, Schwab é membro honorário das sociedades de processo civil, do Japão (desde 1967), Colômbia (desde 1970), Brasil (desde 1976) e Bélgica (desde 1983).

## Obras
- O objecto do litígio no processo civil.  C. H. Beck, München, 1954 (Ao Mesmo Tempo: Habil.Tipo De Letra, Munique, 1954).
- Arbitragem. Um comentário sistemático sobre as disposições do código de processo civil, o tribunal do trabalho de ato, estado de contratos e custos de leis sobre o direito privado de arbitragem.  2., edição revista e aumentada, fundada por Adolf Baumbach, continuou por Karl Heinz Schwab. Beck, Munique, entre outros, de 1960 (7., edição revisada. ibid, 2005, ISBN 3-7190-2392-3).
- Direito processual Civil.  10., edição revisada. Fundada por Leo Rosenberg, continuada por Karl Heinz Schwab. C. H. Beck, De Munique, De 1969 (De 14 Anos. edição revisada. ibid 1986, ISBN 3-406-30635-7).
- Uma questão de direito. Um Livro De Estudo.  20., edição revisada por Friedrich Quaresma fundamentado de trabalho. C. H. Beck, Munique, 1985, ISBN 3-406-30627-6 (32. edição revisada. ibid, 2006, ISBN 3-406-53143-1).

## Literatura
- Hanns Prütting: Karl Heinz Schwab †. In: Neue Juristische Wochenschrift. Bd. 61, 2008, S. 971.

## Ligações Externas
- Literatura de e sobre Karl-Heinz Schwab (em alemão) no catálogo da Biblioteca Nacional da Alemanha
- Universidade Friedrich-Alexander de Erlangen-Nürnberg: história da cadeira, por Karl Heinz Schwab
- Obituário para Karl Heinz Schwab